# Gulkišar
Gulkišar (Gul-ki-šár, „Zerstörer des Weltalls“; * vor 1601 v. Chr.; † um 1547 v. Chr.) war der sechste Herrscher der ersten Meerland-Dynastie (bala ŠEŠ.ḪA(A) (Königsliste A) oder bala ŠEŠ.kù.ki (Liste B), die im Süden Mesopotamiens herrschte. Er regierte nach der babylonischen Königsliste 55 Jahre. Über die meisten Könige ist wenig mehr als der Name bekannt. Er wird gewöhnlich in das 17. Jahrhundert v. Chr. datiert. Sein Name ist wie der anderer Mitglieder seiner Dynastie, sumerisch, Landsberger merkt allerdings an, dass die korrekte sumerische Namensform Kišar-gul wäre.
Ein Synchronismus zwischen Gulkišar und dem kassitischen König Gandaš stammt von einer Tontafel aus dem Kunsthandel, die angeblich in Tell 'Umar, dem späteren Seleukia gefunden wurde. Die Tafel enthält ein Rezept für grüne Bleiglasur (zukû), das in einer Art Geheimschrift verfasst ist. Der Autor verwendet konsequent unübliche Zeichen und ignoriert oft den Endvokal eines syllabischen Zeichens.
Nach Zeile 39–43 stammt der Text aus dem Besitz von Liballiṯ(?)-Marduk, Sohn des Uššur-an-Marduk, Priester des dŠA.ZU (Marduk) aus Babylon (NUN.KI) und wurde am 24. Tag des Monats Tebet in einem Regierungsjahr Gulkišars verfasst (keine reguläre Jahresformel), Landsberger übersetzt "des Jahres, das auf das Jahr des Regierungsantrittes des Gulkišar folgte.".
Die Unterschrift und Datierung gilt allerdings allgemein als gefälscht und das Dokument wird den zu Unterrichtszwecken verfassten Abschriften (Schreiberüberlieferung) zugewiesen. Die Schrift ist so auch nicht altbabylonisch, sondern kassitisch. Der historische Wert der Urkunde ist also mehr als zweifelhaft. Landsberger nimmt an, dass man das Rezept, angeblich durch einen Priester vor den Barbaren aus dem gefallenen Babylon gerettet, wertvoller machen wollte.
Eine weitere Erwähnung von Gulkišar findet sich in der Präambel eines Kudurru aus dem 4. Regierungsjahr von Enlil-nādin-apli, dem 5. König der 2. Dynastie von Isin (BE 1, Nr. 839). Danach waren zwischen der Herrschaft seines Vaters Nabu-kudurri-usur I. und der Herrschaft von Gulkišar 696 Jahre verstrichen, was allerdings nicht mit der traditionellen Länge der Kassitenherrschaft übereinstimmt.
Nach einem weiteren Text schenkte Gulkišar der Göttin Ninâ Land im Gebiet von Der.
Landsberger will Gulkišar zeitgleich mit den kassitischen Königen Gandaš und Agum I. ansetzen.